# 十六夜日記
『十六夜日記』（いざよいにっき）は、藤原為家の側室・阿仏尼によって記された紀行文日記。中世三大紀行文（ほかに『海道記』、『東関紀行』）のうちの一つ。内容に所領紛争の解決のための訴訟を扱い、また女性の京都から鎌倉への道中の紀行を書くなど他の女流日記とは大きく趣きを異としている。鎌倉時代の所領紛争の実相を当事者の側から伝える資料としても貴重である。一巻。大別すると鎌倉への道中記と鎌倉滞在期の二部構成。弘安6年（1283年）ころ成立か。
阿仏尼自筆の原本は下冷泉家（安土桃山時代まで播磨国細川庄を伝領していた公家）に伝来していた。
成立当初、作者はこの日記に名前をつけておらず、単に『阿仏日記』などと呼ばれていたが、日記が10月16日に始まっていることを由来として後世に現在の名前が付けられた。

## 内容
建治3年（1277年）〜弘安元年（1278年、あるいは弘安2年（1279年）〜弘安3年（1280年）にかけて、実子藤原為相（冷泉為相）と為相の異母兄・藤原為氏（二条為氏）との間の、京都では解決出来ない所領紛争を鎌倉幕府に訴えるために京都から鎌倉へ下った際の道中、および鎌倉滞在の間の出来事をつづる。
阿仏尼の夫・為家は播磨国細川荘を当初は長男為氏に譲るとしていたが、後に悔い返して遺言で為相へ譲るとしていた（公家法では悔い返しは認められない、武家法では認められる）。ところが為氏が遺言に従わず細川荘を譲らないため阿仏尼は訴訟を決心し、60歳近くという当時としては非常な高齢にもかかわらず我が子を残し鎌倉へ向かう（武家法による判決を得るため）。その間の道中、女流歌人でもある阿仏尼は各地で風物、名所・旧跡や感慨を日記に書く一方で頻繁に和歌に読む（これに関しては『伊勢物語』の東下りの段の影響が指摘されている）。鎌倉到着後は現地の人々とも和歌の贈答を行うが、肝心の所領紛争の解決を見ることなく阿仏尼は亡くなり、日記も終わっている(なお、訴訟は阿仏尼側の勝訴となった)。
平易で簡潔な記述の中にも母子愛に支えられた強い信念がうかがえる。

## 校注
- 長崎健『新編日本古典文学全集48中世日記紀行集』小学館、1994年6月。ISBN 4096580481。
- 福田秀一『新日本古典文学大系51中世日記紀行集』岩波書店、1990年10月。ISBN 4002400514。